# Alexander Jurjewitsch Watlin

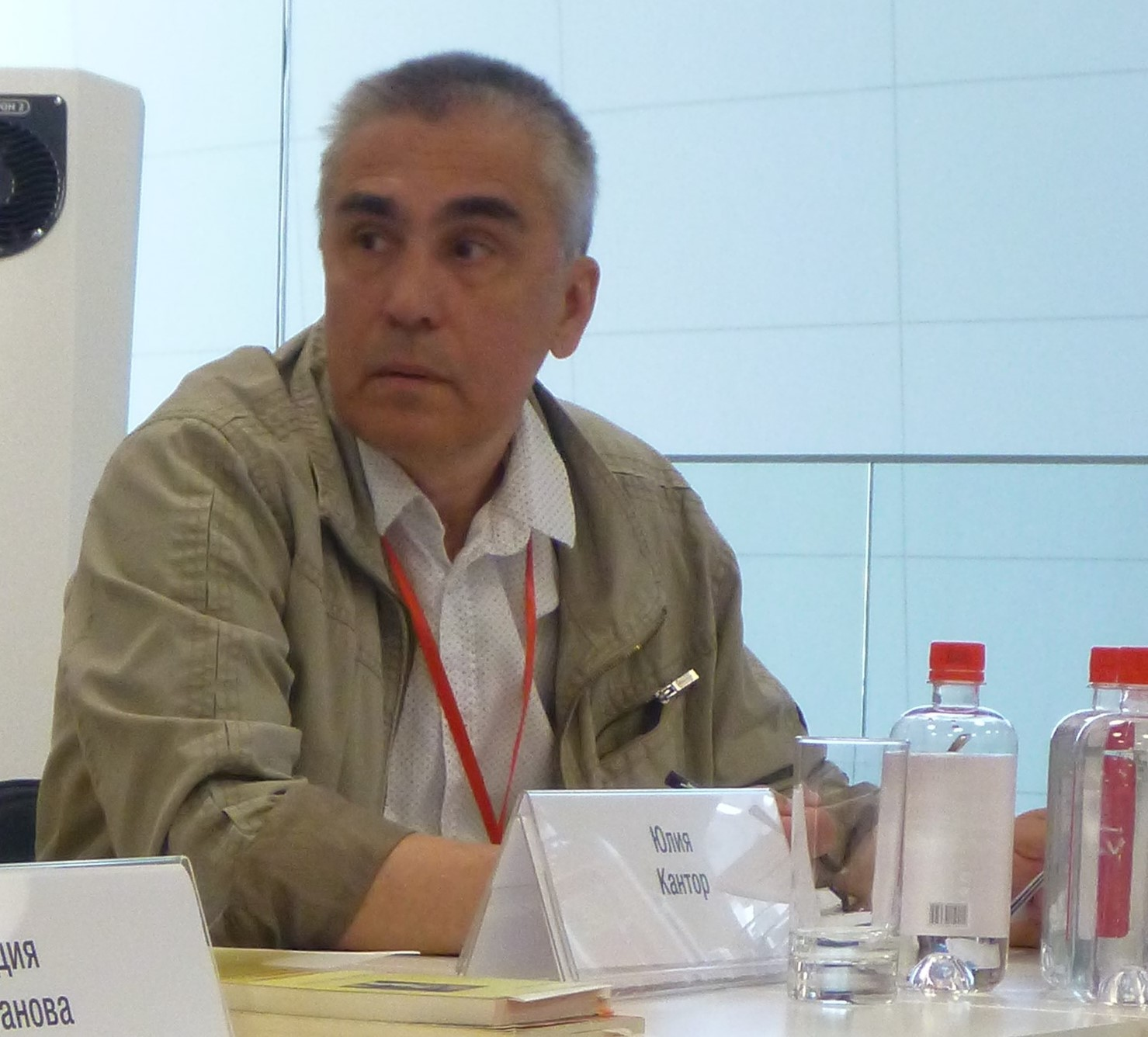
Alexander Jurjewitsch Watlin, 2022

Alexander Jurjewitsch Watlin (russisch Александр Юрьевич Ватлин; * 15. Januar 1962 in Aşgabat, UdSSR, heute Turkmenistan) ist ein russischer Historiker und Universitätsprofessor an der Lomonossow-Universität in Moskau.

## Leben
Watlin studierte von 1979 bis 1984 Geschichte an der Lomonossow-Universität in Moskau und wurde dort 1987 am Lehrstuhl für Neue und Neueste Geschichte mit einer Arbeit über die Sozialdemokratische Partei Deutschlands promoviert. 1998 folgte seine Habilitation zum Thema KPdSU und Komintern in den Zwanzigerjahren. Seit 2001 ist Watlin Leiter der „Arbeitsgruppe zur Erforschung der neuesten Geschichte Deutschlands“ an der Lomonossow-Universität. 2006 wurde er dort als Professor an den Lehrstuhl für Neue und Neueste Geschichte berufen. Watlin ist Mitglied des wissenschaftlichen Beirats des Jahrbuchs für Historische Kommunismusforschung.

## Publikationen in deutscher Sprache (Auswahl)
- „Was für ein Teufelspack“: Die Deutsche Operation des NKWD in Moskau und im Moskauer Gebiet 1936 bis 1941. Metropol Verlag, Berlin 2013, übersetzt von Wladislaw Hedeler.
- Die Komintern: Gründung, Programmatik, Akteure. Dietz-Verlag, Berlin 2009, übersetzt von Wladislaw Hedeler.
- Hrsg. mit Wladislaw Hedeler: Die Weltpartei aus Moskau: Der Gründungskongress der Kommunistischen Internationale 1919. Prokoll und neue Dokumente. Berlin 2008.
- Hrsg. mit Larissa Malaschenko: Schweinefuchs und das Schwert der Revolution. Die bolschewistische Führung karikiert sich selbst. Verlag Antje Kunstmann, München 2007.
- Mit Natalia Mussienko: Schule der Träume: Die Karl-Liebknecht-Schule in Moskau (1924–1938). Klinkhardt, Bad Heilbrunn 2005, ISBN 3-7815-1368-8.
- Die Komintern 1919–1929. Historische Studien. Decaton-Verlag, Mainz 1993, ISBN 3-929455-07-2.